# Louis Corbière
Pour les articles homonymes, voir Corbière.
Louis Corbière est un botaniste français, né le 10 mai 1850 à Champsecret dans l'Orne et mort le 3 janvier 1941 à Cherbourg.

## Biographie
Fils de garde forestier en forêt d'Andaine, il s'intéresse dès son plus jeune âge au monde végétal qui l'entoure et herborise déjà. Remarqué et aidé par son instituteur, il entre à l'École normale d'instituteurs d'Alençon. Dès 1869, Corbière est nommé professeur au collège d'Argentan. Continuant ses excursions botaniques durant ses temps libres, il recueille de nombreuses observations et s'implique dans le monde scientifique. En 1884, notamment grâce à l'aide de M. Morière, professeur de botanique et de géologie à la Faculté des sciences de Caen, il est nommé professeur de sciences au lycée de Cherbourg, tout en poursuivant ses recherches sur la flore de Normandie avec l'aide de ses nombreux correspondants. Corbière fait publier en 1893 la "Nouvelle flore de Normandie", qui connaît un grand succès dès sa parution, dépassant largement les frontières de la Normandie, et dans laquelle sont pour la première fois décrites de nombreuses plantes. Corbière écrit par la suite deux mises à jour, où de nouveaux taxons sont également décrits. Son herbier est conservé à la Société nationale des sciences naturelles et mathématiques de Cherbourg et fait l'objet d'une restauration depuis 2004.